# Mer om hundra språk
Mer om hundra språk var en vandringsutställning som skildrade pedagogiken vid de kommunala förskolorna i provinsen Reggio Emilia i norra Italien. Den hade premiärvisning på Moderna museet i Stockholm 1986 och visades därefter på ett antal platser i Sverige, Norge och Danmark. Utställningen hade producerats i Italien men lånades in till Sverige där den statliga myndigheten Riksutställningar ansvarade för logistiken.

## Bakgrund
Mer om hundra språk var en fortsättning på utställningen Ett barn har hundra språk men berövas nittionio..., som visades 1981 på Moderna museet i Stockholm och i Eskilstuna och Borås. Mer om hundra språk var producerad av Scuole communali dell’infanzia e Asili Nido, Reggio Emilia, Italien. Utställningen ville berätta om synen på barn och deras lärande vid de förskolor som lärde ut Reggio Emilia-pedagogiken. Utställningstiteln hämtades från en strof i en dikt av Loris Malaguzzi, en av pedagogikens grundare. Han var kritisk till samhällets och den konventionella skolans syn på barn.

Malaguzzi ur utställningskatalogen:
Den mur som barnen själva måste hoppa över är den mur som en djupt tvetydig och motsägelsefull vuxenkultur har rest. En kultur som i teorin både etiskt och retoriskt idealiserar barndomen samtidigt som den i praktiken underskattar den. Den nedvärderar barnens roll och i synnerhet deras inneboende möjligheter och deras förmåga. Det är en kultur inriktad på att upprätthålla och befästa undervisningsmetoder som bygger på ständiga upprepningar och en betungande filantropisk inställning i stället för att stödja undervisningsmetoder som stimulerar till undersökning och förändring. Metoder som skulle kunna hjälpa barnen att få känna friheten i att vara själva precis som de är, och att få tillgång till de skapande tankarnas och föreställningarnas värld.
På annan plats i katalogen betonade Loris Malaguzzi vikten av barnets rätt till egna tolkningar av verkligheten:
/.../När ett barn upplever något nytt är det viktigt att det får stöd och uppmuntran att så fritt som möjligt tolka sin upplevelse och inte hindras genom onödig inblandning och en överlägsen eller nedlåtande inställning från vuxna. De måste få tolka sin upplevelse på det språk och sätt det själv önskar. På så vis känner barnet att tolkningen är spontan och uppriktig och slipper ta hänsyn till och påverkas av vuxenvärldens värderingar.
Moderna museets Birgitta Arvas om Loris Malaguzzi:
/.../Under årens lopp har han utformat en alternativ pedagogik tillsammans med sina medarbetare. En pedagogik vars främsta mål är att stimulera barnen att träna alla sinnen, alla sina hundra språk. En träning som måste börja under det viktigaste utvecklingsskedet i ett barns liv; förskoleperioden. Den förra utställningen väckte stort intresse i Sverige och resulterade bl a i att många reste till Reggio Emilia för att med egna ögon se vad det t ex var som gjorde att de italienska barnens målningar hade en så hög konstnärlig kvalitet och redovisade kunskaper som vi oftast inte tilltror barn. I årets utställning, ”Mer om hundra språk”, hoppas vi kunna ge en förklaring till varför detta är möjligt genom att gå djupare in i förutsättningarna för verksamheten, de grundläggande idéerna, teorierna, arbetsmetoderna och den ideologiska bakgrunden.

## Tema
Temat för Mer om hundra språk var visioner om en alternativ pedagogik för barn, etablerad vid förskolorna i Reggio Emilia.

Syftet med utställningen beskrev Loris Malaguzzi på det här viset:
Utställningen har sin utgångspunkt i det som tidigare sagts/.../och visar hur en alternativ pedagogik skulle kunna se ut. Den visar objekt, undervisningsmetoder och tänkesätt tillsammans med originalverk av barnen. Den redovisar också lärarnas metodologi som sträcker sig över vitt skilda områden som kan verka helt fjärran från varandra men som i praktiken både samverkar med och kompletterar varandra. Genom att barnen har gjort ytterst noggranna iakttagelser som till stor del varit både nya och originella, uttrycker bilden slutsatser och omprövningar som visar den kompetens och kreativitet som barnen nått fram till.

## Produktion
- Pedagogisk ledning: Loris Malaguzzi.
- Samordnare: Mara Davoli, Vea Vecchi
- Teknisk konsult: Giovanni Piazza, Glauco Pecorari
- Kansli: Vanni Catellani, Maura Gallinari, Carla Nironi, Mariella Zanichelli.

Ansvariga för utställningens delprojekt:
- Förskollärare och bildlärare: Magda Bondavalli, Paola Casarini, Marina Castagnetti, Maude Cristofori, Mara Davoli, Gino Ferri, Amelia Gambetti, Elena Giacopini, Giuliano Giuliani, Gianna Imovilli, Teresa Morlini, Marina Mori, Giulia Notari, Giovanni Piazza, Glauco Pecorari, Mara Rosati, Laura Rubizzi, Mirella Ruozzi, Elisabetta Sassi, Stefano Sturloni, Paola Strozzi, Anna Squarza, Lidia Tasca, Manuela Tosi, Vea Vecchi.
- Barnomsorgsassistenter pedagogiska handlingsteamet: Simona Bonilauri, Paola Cagliari, Maria Pia De Stefani, Mariano Dolci, Tiziana Filippini, Laila Marani, Carla Rinaldi, Sergio Spaggiari.
- Utställningsfoto: Alberto Bertolotti, Giuliana Campani, Mara Davoli, Gino Ferri, William Ferrari, Eluccia Forghieri, Glauco Pecorari, Giovanni Piazza, Mirella Ruozzi, Stefano Sturloni, Vea Vecchi.
- Tekniskt utförande: Alberto Bertolotti, Roberto Lanzoni.
- Grafisk och visuell utformning: Grafici Associati, Modena, Italien.
- Utställningen möjliggjord med stöd från: borgmästare Reggio Emilia: Ugo Benassi, vice borgmästare Reggio Emilia: Ettore Borghi, borgarrådet för barnomsorgen i Reggio Emilia: Eletta Bertani.[3]Mer om hundra språk bestod av:

1. Stor målning (Från ljus till mörker), storlek cirka 6 gånger 1,6 meter.
2. Information. Text plus foto.
3. Information om staden (foto).
4. Teoretisk information (L. Malaguzzi).
5. ”Galileis öga” (text plus foto).
6. Miljön på daghemmen. Diabilder.
7. ”Från lejon till lejon”. Video.
8. ”Att se sig själv” plus ”Fri förvandling”.
9. ”En resa i staden”.
10. ”Underbara lekar”.
11. ”Om skugga”.
12. [7]

Totalvikten på Mer om hundra ord angavs till 115 kilogram. Packad i 11 trälådor hade utställningen volymen 20,14 kubikmeter.

### Produktionsteamet Moderna museet
Utställningskommissarie: Birgitta Arvas.
Katalogredaktion: Birgitta Arvas, Karin Wallin.
Sekretariat: Margareta Helleberg, Milla Trägårdh-Springfeldt.
Pressinformation: Anna Rappe.
Översättning och bearbetning: Simonette Schwartz, Birgitta Arvas, Karin Wallin.
Fotografier: Scuole Communali dell’Infanzia e Asili Nido, Reggio Emilia; Gunilla Lundgren; Karin Wallin.
Katalog: Moderna Museets utställningskatalog nummer 208, ISBN 91-7100-305-3: ”Mer om hundra språk”.
I samband med visningen på Västerbottens museum, av Mer om hundra ord, anordnade Folkuniversitet kostnadsfria studiecirklar som handlade om Reggio Emilia-pedagogiken. På museet hölls också ett seminarium med titeln: ”Vad kan vi lära av Reggio Emilia?”, lördag och söndag 7 till 8 februari 1987.

## Turné
Mer om hundra språk hade premiär på Moderna museet i Stockholm, lördag 16 augusti mellan 11 och 17.
Danmarks Laererhøjskole ansvarade för turnén i Danmark och Riksutställningar för turnén i Sverige.

En utställning på turné lever ett hårt liv, desto fler besöksorter desto högre slitage på materialet. Av ett brev till Staffan Cullberg, Riksutställningar, från Moderna museet framgår att turnén begränsades av oro för att utställningen skulle fara illa av resorna.
De var/.../oroliga för om utställningen skulle klara alla strapatser i samband med nedtagning och uppsättning på så många olika ställen och såg därför gärna att den inte visades på mer än högst 4 platser i Sverige efter Moderna museet./.../

### 1986
- Stockholm, Moderna museet, 16/8-5/10.
- Odense 19/10-9/11.
- Århus 16/11-7/12.

### 1987
- Köpenhamn 14/12-4/1
- Västerbottens museum, Umeå 18/1-22/2.
- Kalmar Konstmuseum, Kalmar 28/2-29/3.
- Göteborgs konstmuseum, Göteborg 4/4-10/5.[10]

## Ekonomi
Kostnaden för att visa Mer om hundra språk i Sverige, Danmark och Norge beräknades till 120 447 kronor, som skulle fördelas lika på tre ansvariga utställare, en för varje land.